# Río Kuskokwim

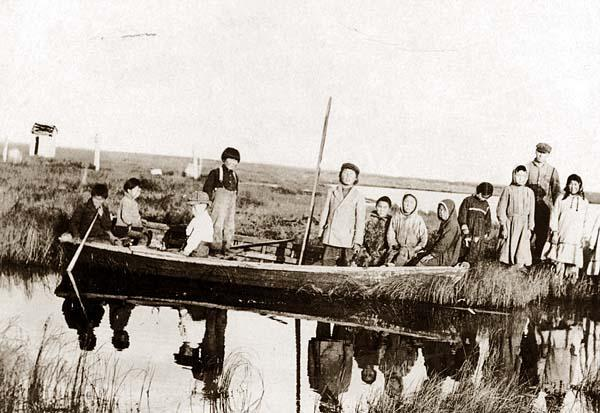
Esquimales en la Moravian Mission Station del río Kuskokwim en 1900.

El río Kuskokwim (en inglés, Kuskokwim River; en yupik, Kusquqvak) es un largo río de Alaska, al noroeste de Estados Unidos. Tiene una longitud de 720 km, aunque con una de sus fuentes, el río Kuskokwim Norte (Nort Fork), llega hasta los 1165 km, siendo el río más largo cuyo curso discurre exclusivamente en uno de los estados de los Estados Unidos, seguido por el río Trinidad, en Texas, con tan sólo 22 km menos. Discurre hacia el sudoeste hasta desembocar en la bahía de Kuskokwim, en el mar de Bering y es la principal red de drenaje de un área remota del interior de Alaska, la vertiente norte y oeste de la cordillera de Alaska. Excepto en su curso alto en las montañas, el río es amplio y llano a lo largo de todo su curso, lo que lo convierte en una importante vía fluvial adecuada para muchos tipos de embarcaciones.
El río Kuskokwim es el noveno mayor río de los Estados Unidos por caudal medio en la desembocadura y con 120.000 km² de cuenca, es el decimoséptimo del país (similar a países como Eritrea y Corea del Norte).
Kuskokwim deriva de la transformación de la palabra kusquqvak del yupik al inglés. Es una palabra compuesta que significa «gran 'cosa' que se mueve lentamente» (el término 'cosa' se refiere a que se le reconoce como un objeto).

## Geografía
El río Kuskokwim nace en la confluencia de los ríos Kuskokwim Este y Kuskokwim Norte, 8 km al este de Medfra, y discurre dirección sudoeste hasta la bahía de Kuskokwim, en el mar de Bering. Emerge de varios brazos del río en el centro y el centro sur de Alaska. El río Kuskokwim Norte (400 km) nace en las montañas Kuskokwim, aproximadamente a unos 320 km al oesudoeste de Fairbanks (30.224 hab. en 2000), y discurre hacia el sudoeste en un amplio valle. El río Kuskokwim Sur (320 km) nace en el extremo sudoeste de la cordillera de Alaska, al oeste del monte Gerdine, y discurre en dirección norte a noroeste por las montañas, pasa por Nikolai (100 hab.), y recibe otros cursos que descienden de la cordillera de Alaska, al noroeste de monte Denali. Los dos brazos se unen cerca de Medfra y discurren hacia el sudoeste, pasan por McGrath, en un valle remoto entre las montañas Kuskokwim, al norte, y la cordillera de Alaska, al sur.
En el sudoeste de Alaska surge de las montañas Kuskokwim en una enorme llanura aluvial tachonada de lagos al sur del río Yukón, rodeado por vastos bosques de piceas. Pasa una serie de pueblos esquimales como Aniak y se aproxima hasta unos 80 km del Yukón antes de divergir hacia el sudoeste. Hacia el sudoeste de Bethel, la comunidad más numerosa que atraviesa el río, se ensancha en un amplio delta pantanoso que entra en la bahía de Kuskokwim, aproximadamente a 80 km al sudoeste de Bethel. El curso inferior del río por debajo de Aniak está localizado dentro del «Refugio Nacional de Fauna del Delta del Yukón» (Yukon Delta National Wildlife Refuge).

## Afluentes
Se le une el río Grande desde el sur aproximadamente a 32 km al sudoeste de Medfra y recibe a los ríos Swift (120,7 km), Stony (305,8 km) y Holitna (177 km) — el sistema Holitna-Hoholitna, de 320,5 km, está formado por los 265,5 km del Hoholitna y los 55 km que le quedan hasta la boca del Holitna— por el sur desde las montañas Kuskokwim antes de surgir en la llanura costera. También desde el sur, se le une el río Aniak 225,3 km y aproximadamente 32 km río arriba de Bethel y recibe las aguas de los ríos Kisaralik 144,8 km y Kwethluk (136,8 km) desde el sur. Finalmente se le une el río Eek (173,8 km) desde el este en Eek, cerca de su desembocadura en la bahía Kuskokwim.
- Río Eek  – 173,8 km
- Río Johnson – 346 km
- Río Gweek – 112,7 km
- Río Kwethluk – 136,8 km
- Río Kisaralik – 144,8 km
- Río Tuluksak – 144,8 km
- Río Aniak – 225,3 km
- Río George – 128,7 km
- Río Holitna – 177 km

- Río Hoholitna – 265,5 km

- Río Stony – 305,8 km
- Río Swift – 160,9 km
- Río Takotna  – 193,1 km

- Río Nixon Fork – 141,6 km

- Río Middle Fork Kuskokwim – 209,2 km

- Río Big – 209,2 km

- Río South Fork Kuskokwim – 209,2 km
- Río East Fork Kuskokwim – 64,4 km

- Slow Fork – 96,6 km
- Río Tonzona – 120,7 km

- Río North Fork Kuskokwim – 241,4 km

- Swift Fork – 120,7 km

## Historia
Las principales actividades económicas a lo largo del río han sido históricamente el comercio de cuero y la pesca. La pesca de subsistencia del salmón del Pacífico proporciona una parte importe de la dieta esquimal a lo largo del río. El descubrimiento de oro a lo largo del curso superior del río en 1898 trajo consigo la «Fiebre del Oro» a principios del siglo XX.
El primer trayecto de la «Ruta Iditarod», que comunicaba la península de Seward con Nome a través de Iditarod, cruzaba el curso superior del río a la altura de la ciudad de McGrath.